# Petra Burka
Petra Burka (Amsterdam, 17 novembre 1946) è un'ex pattinatrice artistica su ghiaccio canadese.

## Palmarès
| Internazionali               | Internazionali | Internazionali | Internazionali | Internazionali | Internazionali |
| Event                        | 1962           | 1963           | 1964           | 1965           | 1966           |
| ---------------------------- | -------------- | -------------- | -------------- | -------------- | -------------- |
| Giochi olimpici invernali    |                |                | 3°             |                |                |
| Campionati mondiali          | 4°             | 5°             | 3°             | 1°             | 3°             |
| North American Championships |                | 2°             |                | 1°             |                |
| Nazionali                    |                |                |                |                |                |
| Campionati canadesi          | 2°             | 2°             | 1°             | 1°             | 1°             |